# Franz Peter Bockholt
Franz Peter Bockholt (* 29. März 1944 in Hamburg) ist ein ehemaliger deutscher Springreiter und Richter im Reitsport. Er ist Präsident des Landesverbands der Reit- und Fahrvereine Hamburg sowie Ehrenpräsident des Reitvereins Rehagen von 1974. Einer breiteren Öffentlichkeit ist der „Mann mit der Melone“ als Chefsteward bei großen Pferdesportveranstaltungen bekannt, der dafür sorgt, dass die Teilnehmer auf die Minute genau zu ihren Starts und der Siegerehrung kommen, damit alles Wichtige im TV übertragen werden kann.

## Leben
Franz Peter Bockholt entstammt der Klein Borsteler Familie Bockholt, nach der die Bookholtstwiete in Hamburg-Ohlsdorf unweit der historischen Hofstelle benannt ist. Er ist das zweite Kind aus der Ehe von Franz Bockholt (1900–1962) und Ingeborg Blume, geb. Böttcher (1925–2016). Bockholt war verheiratet mit der Tierärztin Monika Bockholt-Homann, geb. Homann (1942–2023), mit der er einen Sohn, Sebastian, hat, der selbst auch erfolgreicher Springreiter und Reitsportfunktionär ist.
Nach seiner Schulzeit, die er teilweise auf einem Internat in Süddeutschland zubrachte, absolvierte er eine Ausbildung zum Landwirt und leistete seinen Wehrdienst ab. Nach dem Tod seines Vaters begann er mit 18 Jahren, seine eigene Existenz aufzubauen. Nach einem Fuhrbetrieb für Pferdetransporte und der Pacht der Reitanlagen in Hamburg-Wentorf und Hamburg-Klein Flottbek baute er in Hamburg-Hummelsbüttel ab 1969 das Pferdezentrum am Rehagen als Pensions- und Schulstall auf, der sich zu einem der größten Reitställe Hamburgs entwickelte. Darüber hinaus war er auch als Pferdezüchter aktiv.

## Pferdesport und Pferdezucht

### Springreiten
Bereits als Jugendlicher war Franz Peter Bockholt aktiver Reiter. Zwischen 1970 und 2000 nahm er erfolgreich an nationalen und internationalen Reitturnieren für seinen Verein und für Deutschland teil und gewann diverse Springprüfungen der schweren Klasse (Klasse S). Seine erfolgreichsten Pferde waren Archipel, mit dem er sogar Weltcuppunkte errang, Lambo R, mit dem er die meistens Siege in schweren Prüfungen gewann, und Locksly, ein als schwierig geltender Holsteiner Wallach, mit dem er im Dänischen Springderby den zweiten Platz erreichte. Insgesamt errang er 17 zum Teil internationale Siege und mehr als 230 Platzierungen in Springprüfungen der schwersten Klasse. Für diese Erfolge wurde ihm das Deutsche Reitabzeichen in Gold verliehen.

### Pferdezucht
Franz Peter Bockholt war von 1982 bis 2013 aktiver Züchter von Holsteiner und Oldenburgern. Aus der von ihm geförderten Holsteiner Linie 5085 entstammen so erfolgreiche Pferde wie Lambo R, Rmf Charly, Caladon B, Salusa Secunda B und Calimehtar B.

### Ämter im Pferdesport
Franz Peter Bockholt ist zeitlebens im Pferdesport sehr engagiert und hat zahlreiche Ehrenämter inne:
- 1974 wurde er Gründungsmitglied von Hamburgs mitgliederreichsten Reitverein, dem Reitverein Rehagen von 1974 e. V., und war von da an bis zu seiner Ernennung zum Ehrenpräsidenten zweiter bzw. stellvertretender Vorsitzender und Leiter der alljährlich mehrfach stattfindenden, überregionalen Reitturniere seines Vereins im Pferdezentrum am Rehagen.
- 1981 legte er die Richter-Grundprüfung ab und erhielt die S-Qualifikation für Parcourschefs. Seit damals ist er als Richter, Parcourschef und Steward auf nationalen und internationalen Pferdesportveranstaltungen tätig. Dabei ist das Tragen eines Bowlers, umgangssprachlich Melone, zu seinem Markenzeichen geworden.[2]
- 1982 wurde er Landesjugendwart, später dann ehrenamtlicher Landestrainer für den Hamburger Verband im Springen.
- 2002 wurde er Präsident des Landesverbandes Hamburg, nachdem er zuvor im Referat Leistungssport des Verbandes tätig gewesen und eine Funktion als Vizepräsident des Verbands bekleidet hatte.[2] In diesen Funktionen wirkte er maßgeblich bei der HansePferd-Messe in Hamburg mit.
- In den 2000er-Jahren erfolgte die Anerkennung als internationaler Richter Springen und FEI-Steward.[3]
- Er ist Vorstandsmitglied des Norddeutschen und Flottbeker Reitervereins, der seit über 100 Jahren das Deutsche Spring- und Dressurderby ausrichtet, bei dessen Organisation er regelmäßig mitwirkt.

## Ehrungen und Auszeichnungen
- 1994 Deutsches Reiterkreuz in Bronze[5]
- 2004 Deutsches Reiterkreuz in Silber[5]
- 2014 Deutsches Reiterkreuz in Gold[5]
- 2014 Deutsches Reitabzeichen in Gold[4]